# Колоси
Коло̀си (на гръцки: Κολόσσι) е село в Кипър, окръг Лимасол. Според статистическата служба на Република Кипър през 2001 г. селото има 3745 жители.
Намира се частично на територията на британската военна база Акротири. В селото се намира средновековният замък Колоси.